# Медівниця приморська
Медівниця приморська (Lobularia maritima) — квіткова рослина родини капустяні (Brassicaceae). Назва виду maritima стосується переважно прибережних місць проживання.

## Опис
Коротка річна або багаторічна трав'яниста рослина до 30 см, часто розгалужена біля основи. Листки 2–4 см, лінійно-ланцетні, розсіяні. Квітки близько 5 міліметрів у діаметрі, запашні, з чотирма білими округлими пелюстками (або рожевими, рожево-червоними, фіолетовими і бузковими) і є чотири чашолистки. Шість тичинок мають жовті пиляки. Квіти запилюються комахами. Плоди — численні подовжені волохаті стручки, вони приблизно 2.5 мм, обернено-яйцеподібні, кожен містить дві насінини. Насіння вузькокриле.

## Поширення
Уродженець Середземномор'я і Макаронезії. Вид широко натуралізований в інших місцях в помірних областях. Часто зустрічається на піщаних пляжах і дюнах, але також може рости на оброблених полях, стінах, укосах і пустирях, переважно на вапняному ґрунті, на висоті 0–300 (2000) м над рівнем моря.
В Україні вид росте на смітниках, на морському березі, кам'янистих схилах, скелях — у Криму, рідко. Розводять у садах та парках, іноді дичавіє на всій території.

## Використання
Молоде листя, стебла та квітки іноді використовуються як ароматизатор в салатах та інших стравах, де потрібна гострота. Має лікарське використання.

## Галерея

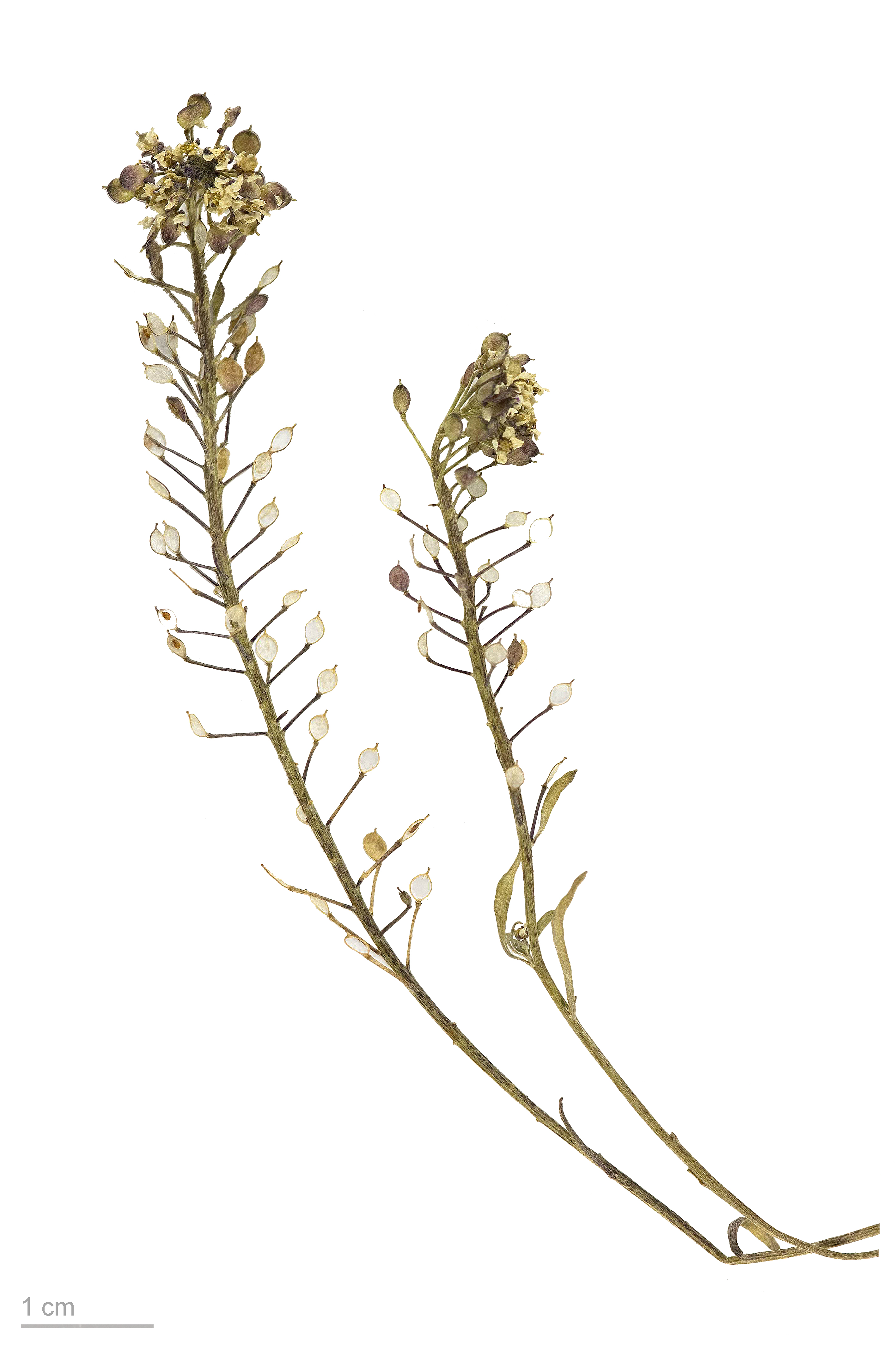
Рослина
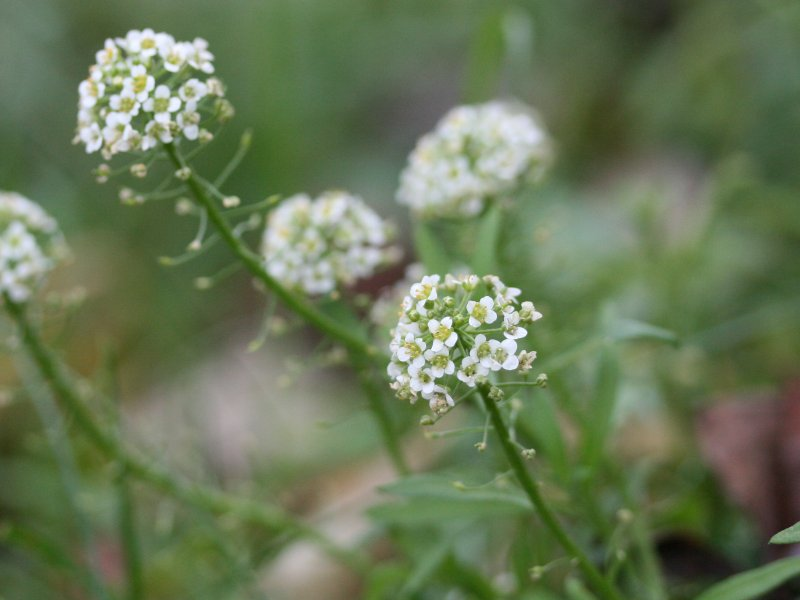
Рослина
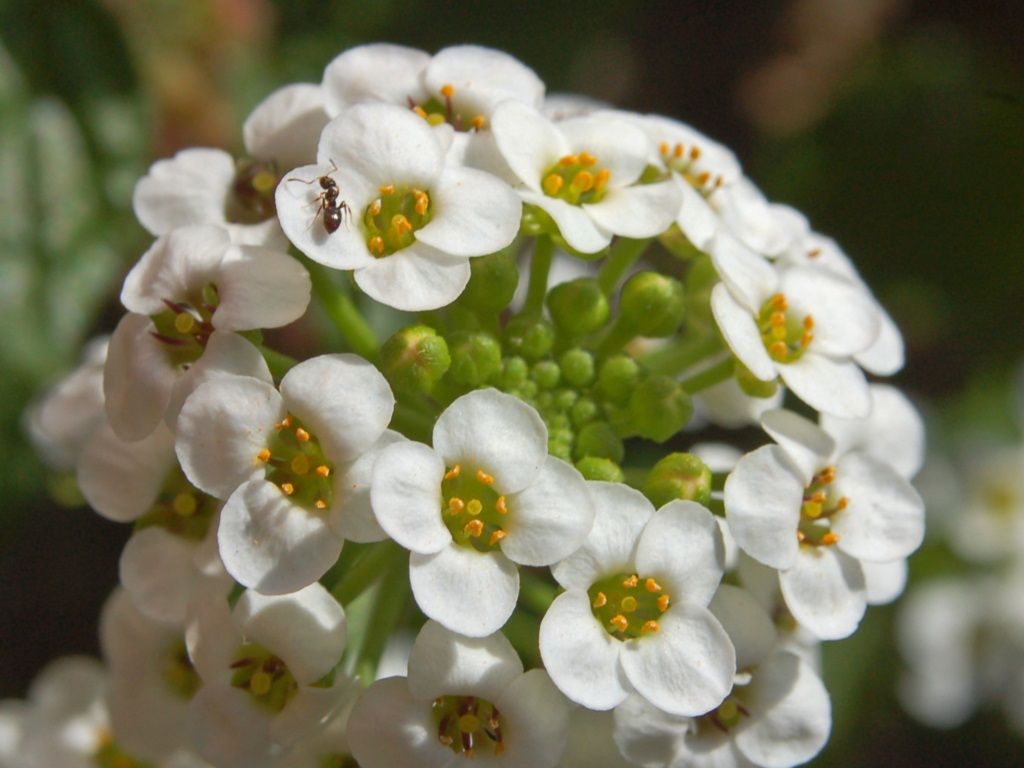
Квіти зблизька
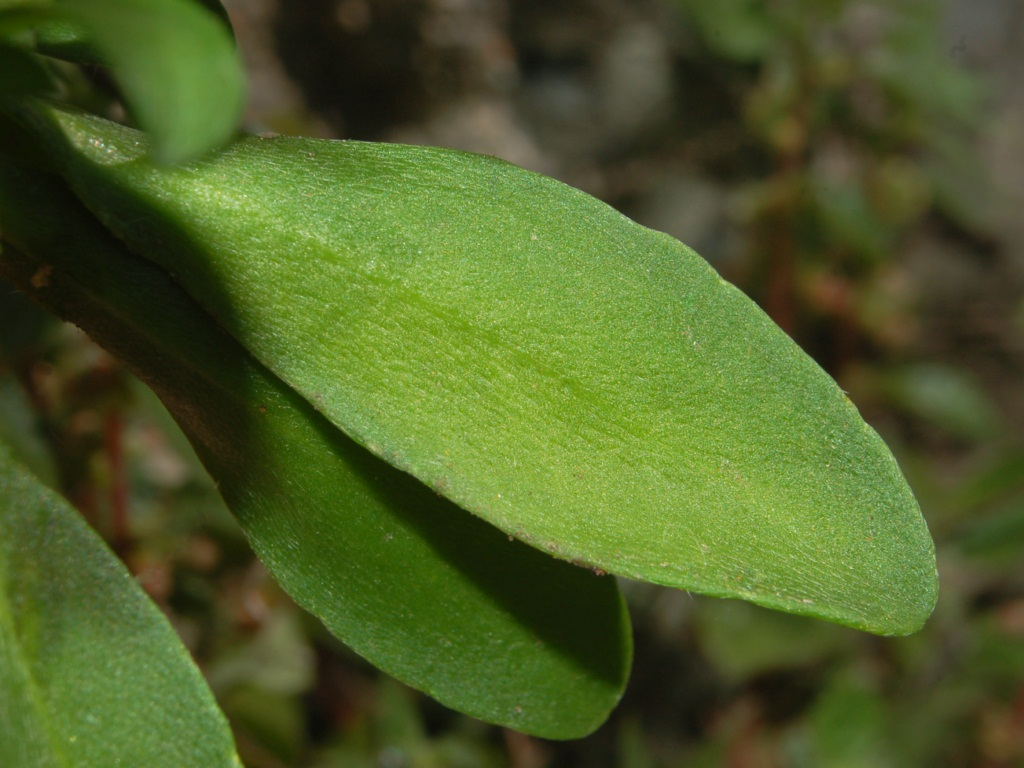
Листок
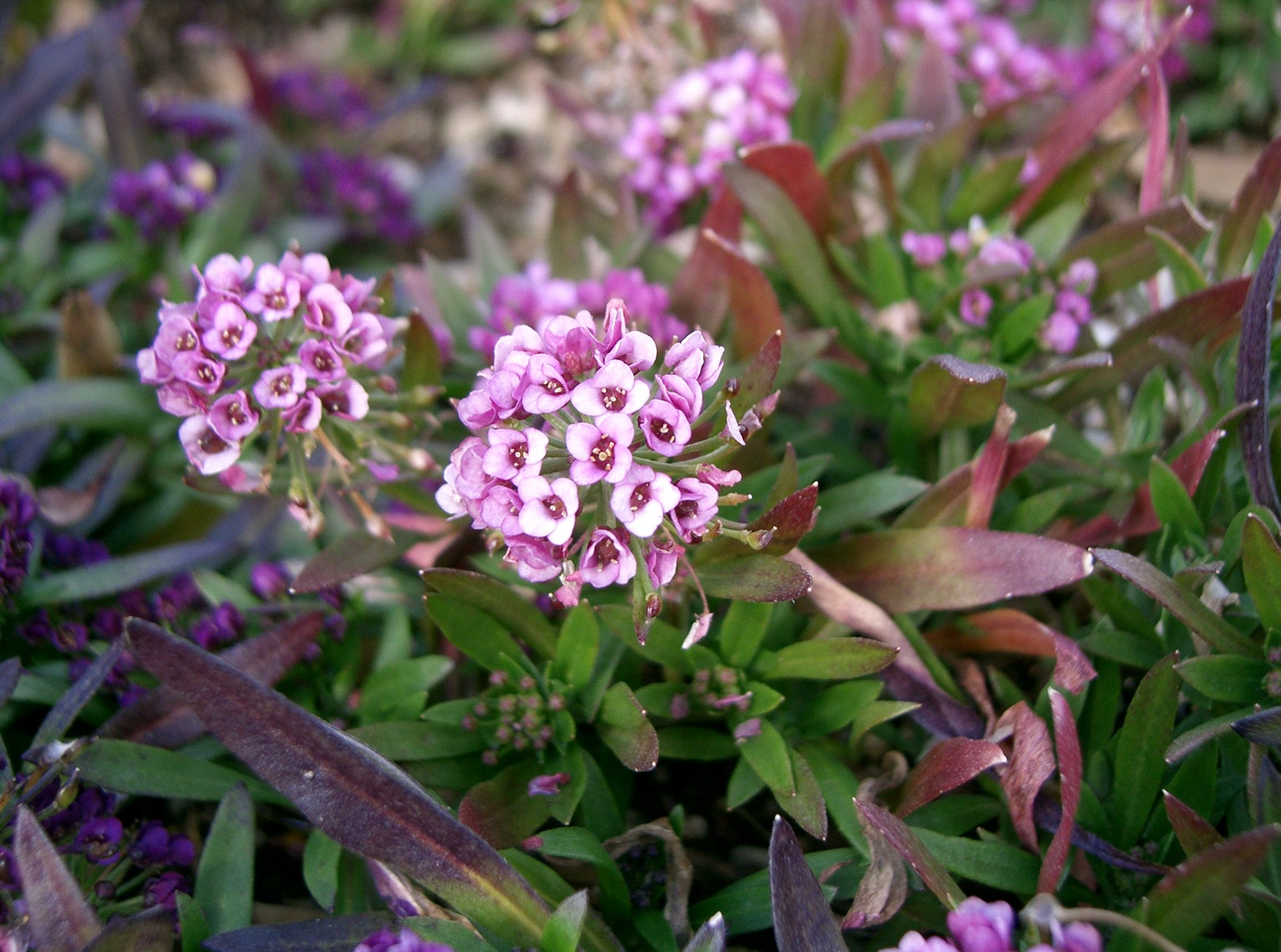
L. maritima, Осака, Японія